# Mark Kastelic
Mark Kastelic, född 11 mars 1999, är en amerikansk-kanadensisk professionell ishockeyforward som är kontrakterad till Ottawa Senators i National Hockey League (NHL) och spelar för Belleville Senators i American Hockey League (AHL).
Han har tidigare spelat för Calgary Hitmen i Western Hockey League (WHL).
Kastelic draftades av Ottawa Senators i första rundan i 2017 års draft som 19:e spelare totalt.
Han är son till Ed Kastelic, systerson till Mike Stapleton och barnbarn till Pat Stapleton.

## Statistik
| 2013–2014  | Phoenix Jr. Coyotes U14 | T1EHL      | 13  | 7   | 7   | 14  | 12  | —  | — | — | —  | —  |
|            | Phoenix Jr. Coyotes U14 |            | 51  | 29  | 23  | 52  | 12  | —  | — | — | —  | —  |
| 2014–2015  | Phoenix Jr. Coyotes U16 | T1EHL      | 24  | 5   | 10  | 15  | 38  | 4  | 1 | 3 | 4  | 4  |
| 2015–2016  | Calgary Hitmen          | WHL        | 59  | 5   | 5   | 10  | 39  | 5  | 0 | 1 | 1  | 4  |
| 2016–2017  | Calgary Hitmen          | WHL        | 67  | 13  | 22  | 35  | 65  | 4  | 0 | 1 | 1  | 10 |
| 2017–2018  | Calgary Hitmen          | WHL        | 71  | 23  | 22  | 45  | 93  | —  | — | — | —  | —  |
| 2018–2019  | Calgary Hitmen          | WHL        | 66  | 47  | 30  | 77  | 122 | 9  | 6 | 3 | 9  | 18 |
| 2019–2020  | Calgary Hitmen          | WHL        | 58  | 38  | 30  | 68  | 83  | —  | — | — | —  | —  |
| 2020–2021  | Belleville Senators     | AHL        | 31  | 4   | 6   | 10  | 18  | —  | — | — | —  | —  |
| 2021–2022  | Ottawa Senators         | NHL        | 16  | 2   | 2   | 4   | 14  | —  | — | — | —  | —  |
|            | Belleville Senators     | AHL        | 64  | 14  | 14  | 28  | 87  | 2  | 0 | 2 | 2  | 4  |
| 2022–2023  | Ottawa Senators         | NHL        | 65  | 7   | 4   | 11  | 102 | —  | — | — | —  | —  |
|            | Belleville Senators     | AHL        | 7   | 1   | 4   | 5   | 5   | —  | — | — | —  | —  |
| NHL totalt | NHL totalt              | NHL totalt | 81  | 9   | 6   | 15  | 116 | —  | — | — | —  | —  |
| AHL totalt | AHL totalt              | AHL totalt | 102 | 19  | 24  | 43  | 110 | 2  | 0 | 2 | 2  | 4  |
| WHL totalt | WHL totalt              | WHL totalt | 321 | 126 | 109 | 235 | 402 | 18 | 6 | 5 | 11 | 32 |

### Internationellt
| Källa: Uppdaterad: 2022-01-30 | Källa: Uppdaterad: 2022-01-30 | Källa: Uppdaterad: 2022-01-30 |         | Utv = Utvisningsminuter | Utv = Utvisningsminuter | Utv = Utvisningsminuter | Utv = Utvisningsminuter | Utv = Utvisningsminuter |
| År                            | Lag                           | Mästerskap                    | Matcher | Mål                     | Assists                 | Poäng                   | Utv                     |                         |
| ----------------------------- | ----------------------------- | ----------------------------- | ------- | ----------------------- | ----------------------- | ----------------------- | ----------------------- | ----------------------- |
| 2016                          | USA                           | Ivan Hlinka                   | 4       | 0                       | 0                       | 0                       | 4                       |                         |
| Junior totalt                 | Junior totalt                 | Junior totalt                 | 4       | 0                       | 0                       | 0                       | 4                       |                         |